# Rue de Lionne
Pour l’article ayant un titre homophone, voir Lionne.
La rue de Lionne est une voie publique de la commune française de Grenoble. Elle est située dans le quartier Notre-Dame

## Situation et accès

### Situation
Située dans le quartier un des quartiers les plus anciens de la ville, réaménagé en zone piétonne, cette rue permet de rejoindre la passerelle Saint-Laurent.
Devenue piétonne dans les années 2010, commence au carrefour du quai Claude Brosse et du quai Stéphane Jay, face à la passerelle Saint-Laurent et se termine au carrefour de la rue Chenoise et de la rue Madeleine, au niveau du no 5 de cette rue. Son axe lié au cardo de l'ancienne ville romaine continue au niveau de la rue Renaudon.

### Accès
La rue, comprise dans la zone piétonne de la ville, non loin la principale zone commerciale de la ville, est accessible aux passants depuis n'importe quel point de ce quartier et du quartier Saint-Laurent, situé de l'autre côté de l'Isère.
La rue de Lionne est principalement desservie par les lignes A, B  et D du réseau de tramway de l'agglomération grenobloise.  La station la plus proche (située à moins de deux cents mètres) se dénomme Hubert Dubedout - Maison du Tourisme.

## Origine du nom

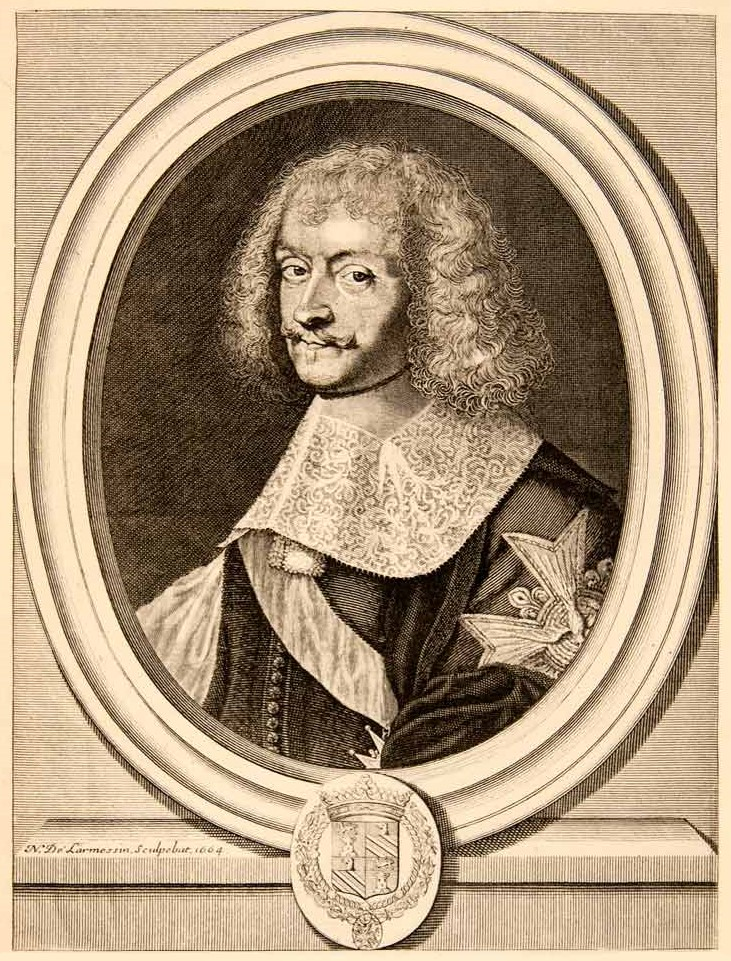
Hugues de Lionne

Cette rue a reçu le nom d'Hugues de Lionne, diplomate et ministre d'État durant le règne de Louis XIV, né à Grenoble. Cet aristocrate est issu de deux grandes familles du Dauphiné, les Lionne et les Servien (la rue Abel Servien qui est contigüe à la rue de Lionne est dédiée à l'oncle d'Hugues de Bonne).

## Historique
Cette voie, très courte (moins de cent mètres de longueur), est la continuation de la montée de Chalemont (ancienne route médiévale de Lyon), depuis du pont Saint-Laurent (le plus ancien pont de la ville). Elle se dénommait autrefois « rue du Pont », puis « montée du Pont-de-Bois », puis en 1837, « montée du Pont-Suspendu » et ne prit le nom d'Hughes de Lionne qu'en 1866.